# Gloria's Romance
Pour plus de détails, voir Fiche technique et Distribution.
Gloria's Romance est un serial muet américain en 20 épisodes réalisé par Walter Edwin et Colin Campbell, sorti en 1916. 

## Fiche technique
- Titre original : Gloria's Romance
- Réalisation : Walter Edwin et Colin Campbell
- Scénario : Rupert Hughes et Mrs. Rupert Hughes
- Société de production : George Kleine Productions
- Pays de production :  États-Unis
- Langue : anglais (intertitres)
- Format : Noir et blanc - 35 mm - 1,33:1 - Film muet
- Date de sortie :
  - États-Unis : 22 mai 1916 (1er épisode)

## Distribution
- Billie Burke : Gloria Stafford
- Henry Kolker
- David Powell
- William Roselle
- Frank Belcher
- William T. Carleton
- Frank McGlynn Sr.
- Jule Power

## Chapitres

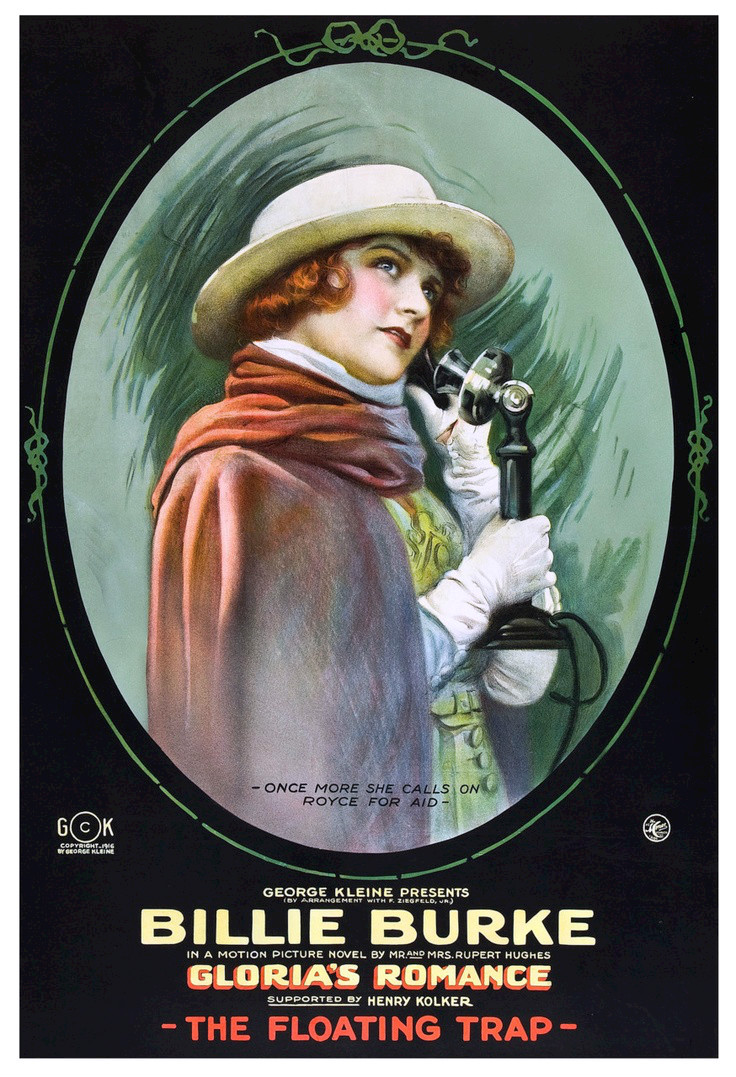
Billie Burke à l'affiche de Gloria's Romance.

1. Lost in the Everglades
2. Caught by the Seminoles
3. A Perilous Love
4. The Social Vortex
5. The Gathering Storm
6. Hidden Fires
7. The Harvest of Sin
8. The Mesh of Mystery
9. The Shadow of Scandal
10. Tangled Threads
11. The Fugitive Witness
12. Her Fighting Spirit
13. The Midnight Riot
14. The Floating Trap
15. The Murderer at Bay
16. A Modern Pirate
17. The Tell-Tale Envelope
18. The Bitter Truth
19. Her Vow Fulfilled
20. Love's Reward